# Aeroport Internacional de la Ciutat de Mèxic
L'Aeroport Internacional de la Ciutat de Mèxic (castellà: Aeropuerto Internacional de la Ciudad de México) (codi IATA: MEX, codi OACI: MMMX) oficialment anomenat Aeroport Internacional Benito Juárez (Aeropuerto Internacional Benito Juárez) és un aeroport internacional, el més important de Mèxic i un dels trenta aeroports més transitats del món per moviment d'aeronaus.
Està situat la delegació Venustiano Carranza de la Ciutat de Mèxic, 5km a l'est del Centre Històric de la Ciutat de Mèxic. És un dels dos aeroports que donen servei a l'àrea metropolitana de la Ciutat de Mèxic juntament amb el més nou Aeroport Internacional Felipe Ángeles.
És el principal centre de connexions de les aerolínies Aeroméxico, Aeromar, Volaris i una de les bases de VivaAerobús.